# Speck (Eurasburg)
Speck ist ein Ortsteil der oberbayerischen Gemeinde Eurasburg im Landkreis Bad Tölz-Wolfratshausen. Der Weiler liegt circa drei Kilometer westlich von Beuerberg und ist über die Staatsstraße 2064 zu erreichen.

## Baudenkmäler
Siehe: Liste der Baudenkmäler in Speck